# Clarissa (Minnesota)
Pour les articles homonymes, voir Clarissa.
La ville de Clarissa est située dans le comté de Todd, dans l’État du Minnesota, aux États-Unis. Sa population s’élevait à 681 habitants lors du recensement de 2010, estimée à 652 habitants en 2016.

## Histoire
Clarissa a été établie en 1877 et nommée d’après Clarissa Bischoffsheim, l’épouse du fondateur de la localité. Clarissa dispose d’un bureau de poste depuis 1880. La localité a été incorporée en 1897.